# サムテリン宮殿
サムテリン宮殿(ゾンカ語:ས་མཊ་རེན་ཕོ་བྲང)は、ブータン王国の宮殿。現国王のジグミ・ケサル・ナムゲル・ワンチュクの執務場と国王家族の住居地が設置されている。

## 所在地
サムテリン宮殿はブータン王国の首都であるティンプー県ティンプーにある。

## 歴史
以前のブータン国王はデチェンチョリン宮殿に住んでいたが、その後にサムテリン宮殿に移り住んだ。

## 宮殿内
サムテリン宮殿内には国王の執務室、居間などが置かれている。